# Сибирская генерирующая компания
Группа «Сибирская генерирующая компания» (СГК) — энергетический холдинг, входящий в Группу компаний АО «СУЭК», осуществляет свою деятельность на территории Алтайского края, Кемеровской области, Красноярского края, Новосибирской области, Свердловской области, Приморского края,  Республики Хакасии и Республики Тувы.
Основные виды деятельности — производство тепло- и электроэнергии, передача и поставка тепла и горячего водоснабжения потребителям. В состав группы входят шесть ГРЭС, одна ГТЭС и двадцатьТЭЦ общей установленной электрической мощностью — 17,5 ГВт и тепловой мощностью — 26,4 тыс. Гкал/час, а также тепловые сети общей протяженностью 11 тысяч км, ремонтные и сервисные компании.
На долю станций СГК приходится порядка 23-25% выработки тепла и электроэнергии энергосистемы Сибири. Численность персонала компаний Группы СГК составляет 37,4 тыс. человек.
Полное наименование — Общество с ограниченной ответственностью «Сибирская генерирующая компания», сокращенное — ООО «СГК».
Головной офис компании находится в Москве. С 21 февраля 2023 года до 2024 года компанией руководил Максим Басов. Должность исполнительного директора СГК занимает Кузнецов Сергей Владимирович

## История
Сибирская генерирующая компания существует с 2009 года, когда в структуре СУЭК было создано отдельное общество для управления энергетическими активами угольного холдинга: ОАО «Кузбассэнерго» и ОАО «Енисейская ТГК (ТГК-13)».
В сентябре 2011 года энергоактивы СУЭК были выделены в самостоятельную компанию — группу СГК. В течение 2012 года для повышения эффективности работы была проведена реорганизация управляемых обществ.
Основные виды бизнеса — производство тепло- и электроэнергии, реализация электроэнергии и мощности, передача и поставка тепла потребителям, горячее водоснабжение.
В августе 2018 года Сибирская генерирующая компания вновь вошла в состав СУЭК.

## Структура и активы
В состав группы входят 8 ГРЭС, 1 ГТЭС и 17 ТЭЦ общей установленной электрической мощностью — 17,8 ГВт и тепловой мощностью — 26,7 тыс. Гкал/час, а также тепловые сети общей протяженностью более 11 тысяч км, ремонтные и сервисные компании. Численность персонала компаний группы СГК составляет 37,4 тыс. человек
Предприятия компании разделены на пять филиалов: Абаканский, Алтайский, Кузбасский, Красноярский и Новосибирский, которые занимаются оперативным управлением компаний, входящих в их составы. В октябре 2019 года СГК приобрела Рефтинскую ГРЭС (Свердловская область). В 2020 году в состав компании вошла Красноярская ГРЭС-2 (Зеленогорск, Красноярский край) и Приморская ГРЭС - крупнейшая электростанция Дальнего Востока.
В апреле 2023 года Сибирская генерирующая компания приобрела у Азота Новомосковскую ГРЭС.

## Структура холдинга СГК
По состоянию на октябрь 2019 года в структуру компании холдинга входят:

#### Абаканский филиал
Абаканский филиал включает в себя энергопредприятия, расположенные на территории Хакасии и Тувы. Их суммарная установленная мощность по электроэнергии — 508 МВт, по теплу — 1 377 Гкал/час.
- Генерирующие компании
  - АО «Енисейская ТГК(ТГК-13)», и в её составе[5]:
  - Абаканская ТЭЦ
  - Кызылская ТЭЦ
  - Минусинская ТЭЦ
- Теплосетевые компании
  - ООО «Южно-сибирская теплосетевая компания»

#### Алтайский филиал
Алтайский филиал включает в себя энергопредприятия, расположенные на территории Алтайского края. Их суммарная установленная мощность по электроэнергии — 1 230 МВт, по теплу — 4 487 Гкал/час.
- Генерирующие компании
  - ОАО «Барнаульская генерация» — Барнаульская ТЭЦ-2
  - ОАО «Барнаульская ТЭЦ-3»
  - Южная тепловая станция
  - АО "Бийскэнерго" - Бийская ТЭЦ
- Теплосетевые компании
  - АО «Барнаульская теплосетевая компания»
  - АО «Барнаульская тепломагистральная компания»
  - АО «БийскЭнергоТеплоТранзит»

#### Красноярский филиал
Красноярский филиал включает в себя энергопредприятия, расположенные на территории Красноярского края . Их суммарная установленная мощность по электроэнергии — 3 756 МВт, по теплу — 5 740 Гкал/час.
- Генерирующие компании
  - АО «Енисейская ТГК (ТГК-13)», и в её составе[5]:
  - Красноярская ТЭЦ-1

- - Красноярская ТЭЦ-2
  - Красноярская ТЭЦ-3
  - АО «Назаровская ГРЭС»
  - АО «Канская ТЭЦ»
  - АО «Красноярская ГРЭС-2»
- Теплосетевые компании
  - «Красноярская теплосеть»
  - «Канская  теплосеть»

#### Кузбасский филиал
Кузбасский филиал включает основные генерирующие мощности и теплосетевые компании Кемеровской области. Суммарная установленная электрическая мощность — 4 155,8 МВт Суммарная установленная тепловая мощность — 5 251 Гкал/час
- Генерирующие компании
  - АО «Кузбассэнерго» — Беловская ГРЭС, Томь-Усинская ГРЭС, Новокузнецкая ГТЭС
  - АО «Кемеровская генерация» — Кемеровская ГРЭС, Кемеровская ТЭЦ,
  - АО «Ново-Кемеровская ТЭЦ»
- Теплосетевые компании
  - АО «Кемеровская теплосетевая компания»
  - АО «Межрегиональная теплосетевая компания»

#### Новосибирский филиал
Новосибирский филиал включает в себя энергопредприятия, расположенные на территории Новосибирской области. Их суммарная установленная мощность по электроэнергии — 2 523 МВт, по теплу — 7 188 Гкал/час.
- Генерирующие компании
  - Новосибирская ТЭЦ-2
  - Новосибирская ТЭЦ-3
  - Новосибирская ТЭЦ-4
  - Новосибирская ТЭЦ-5
  - Барабинская ТЭЦ
- Теплосетевые компании
  - Новосибирская теплосетевая компания

#### Ремонтные и сервисные компании
- АО «Сибирьэнергоремонт» — осуществляет ремонтные работы на объектах СГК. Головной офис расположен в Кемерово.
- ОАО «Сибирьэнергоинжиниринг» — осуществляет инвестиционные проекты на энергопредприятиях. Головной офис расположен в Красноярске.
- АО «СибИАЦ» - осуществляет широкий спектр сервисных услуг. Головной офис расположен в Кемерово.

Другие генерирующие активы в управлении СГК:
- Рефтинская ГРЭС
- Приморская ГРЭС
- Новомосковская ГРЭС

9 февраля 2018 года СГК приобрела 78% акций АО «СИБЭКО». Предприятия включены в структуру СГК.
С приобретением СИБЭКО СГК увеличила свою долю в выработке тепловой и электрической энергии. После закрытия сделки бизнес компании прирос в 1,5 раза.